# Graphania neurae
Graphania neurae là một loài bướm đêm trong họ Noctuidae.